# Guttin
Guttin ist eine Wüstung in der Gemeinde Süderholz im Süden des Landkreises Vorpommern-Rügen. Die Wüstung besteht aus der Siedlungswüstung und dem Burgwall Guttin. Das Bodendenkmal gehört zu der Feldmark des Ortsteiles Willershusen.

Willershusen mit Wüstung Guttin oben rechts um 1880

Burgwall Guttin, Detail mit Höhenlinien, rechts die Siedlung in der Dreiblattwiese

## Geografie
Die Wüstung liegt 11 km östlich von Grimmen, 11,5 km nordwestlich von Greifswald und 24 km südöstlich von Stralsund. Durch die Umgebung fließt der Ryck, welcher durch mehrere Gräben, die auch die Wüstung umgeben, gespeist wird. Die Wüstung liegt auf einer Niederungsfläche mit −1,1 bis 3,8 m über NHN.

## Geschichte
Der Burgwall von Guttin wird in die späte Bronzezeit (1200 bis 600 v. Chr.) und die Eisenzeit (600 v. Chr. bis 600) datiert auf Grund der zahlreicheren Funde. Diese Burgen sind eher in dieser Gegend selten. Es ist anzunehmen, dass der Burgwall in slawischer Zeit (600 bis 1200) weiter genutzt wurde, obwohl hier Funde die Ausnahme sind. Der Burgwall ist noch heute ausgeprägt und, obwohl vom Wald überwachsen, gut erhalten.
Die neben der Burg liegende Siedlung wurde eher der Slawenzeit zugeordnet. Das stimmt auch mit den Urkunden aus dieser Übergangszeit von der slawischen Phase bis zur frühdeutschen (1230 bis 1400) Besiedlung überein.
Im Jahr 1209 verlieh Fürst Jaromar I. von Rügen dem Kloster Eldena ein beschriebenes Gebiet bis nördlich des Ryck. In der Beschreibung wurde Guttin genannt.
Im November 1221 bestätigte Fürst Barnuta die von seinem Vater Jaromar I. getätigten Besitzübertragungen an das Kloster Eldena. Dabei wurde in Gutyn castrum genannt.
Herzog Wartislaw III. von Pommern bestätigte im November 1248 dem Kloster Eldena den Besitz. In der Urkunde wurde locum antiqui castri, qui dicitur Guttyn, genannt. 
Im Oktober 1249 verglich sich Werner, Sohn des Detlev von Loitz, mit dem Kloster Eldena wegen der von ihm widerrechtlich entzogenen Dörfer, dabei wurde ein Gebiet umrissen, in dem wiederum Guttin genannt wurde. 
Auch Ritter Dobislaw von Gristow gab dem Kloster im November 1249 das von ihm widerrechtlich besetzte Dorf Leist zurück und entsagte allen Ansprüchen auf die Klostergüter, die sein Vater Barnuta und sein Großvater Jaromar I. dem Kloster verliehen hatten. Dabei wurde die Burg Guttin als castrum Guttin genannt.
Papst Innozenz IV. bestätigte dem Kloster Eldena die Besitzungen und sonstige Rechte und nannte in der Urkunde vom 13. Oktober 1250 die villa Gutin, also die Ortschaft Guttin.
Am 10. Dezember 1281 bestätigte Herzog Bogislaw IV. dem Kloster wiederum seine Besitzungen und nennt in der Urkunde Gutin.
Die Stadt Greifswald verglich sich am 7. Januar 1304 mit dem Kloster Eldena wegen der Boltenhagener Fischteiche und deren Zufluss des Ryck mit seinen Nebenzuflüssen bei Gutyn.

## Sehenswürdigkeiten
- Burgwall Willershusen (Fpl. 1) genannt Guttin